# Los colonos
Los colonos es una película chilena de 2023 coescrita y dirigida por Felipe Gálvez. Se trata de la ópera prima como director de largometraje luego de una extensa filmografía como editor de películas.
Tuvo su estreno mundial en la sección oficial en competencia Un certain regard en la 76.ª edición del Festival de Cannes, donde ganó el premio FIPRESCI a la mejor película de la sección.
La película fue seleccionada como la candidata chilena a la mejor película internacional en los Premios Óscar 2024.

## Recepción

### Recepción crítica
En el sitio web Rotten Tomatoes, el 100% de las reseñas de 11 críticos son positivas, con una puntuación media de 7,6/10. Metacritic, que utiliza una media ponderada, asignó a la película una puntuación de 82 sobre 100, basada en 7 críticas, lo que indica "aclamación universal". En Letterboxd tiene una puntuación de 3.6/5.0

## Sinopsis
Chile, 1901. Un estanciero rico en Tierra del Fuego contrata a un teniente inglés y un mercenario estadounidense para abrir una ruta para sus ovejas hasta el océano Atlántico. Segundo, un chileno mestizo, es elegido por el teniente para guiar a los dos hombres en su encargo, convirtiéndolo en el cómplice involuntario de una violenta cacería humana de indígenas. Siete años después, un funcionario del gobierno chileno visita la región con el aparente propósito de documentar los crímenes cometidos contra los indígenas.
Los Colonos retrata el nacimiento de las fronteras en el fin del mundo, contando cómo los países escriben sus historias oficiales. Uno de los ejes centrales de la película es el genocidio selknam.

## Reparto
- Sam Spruell como el Coronel Martin
- Alfredo Castro como José Menéndez
- Benjamin Westfall como Bill
- Mariano Llinás como Francisco Moreno
- Luis Machín como Monseñor
- Marcelo Alonso como Vicuña
- Camilo Arancibia como Segundo
- Mishell Guaña como Kiepja
- Adriana Stuven como Josefina Menéndez
- Emily Orueta como la nieta
- Agustín Rittano como el Capitán Ambrosio

## Premios y nominaciones
| Premio/Festival de Cine  | Fecha del evento           | Categoría                                         | Nominado                        | Resultado | Ref.  |
| ------------------------ | -------------------------- | ------------------------------------------------- | ------------------------------- | --------- | ----- |
| Festival de Cannes       | 16 al 27 de mayo de 2023   | Un Certain Regard: Mejor película                 | Los colonos                     | Nominado  | [ 2 ] |
| Festival de Cannes       | 16 al 27 de mayo de 2023   | Premio FIPRESCI                                   | Los colonos                     | Ganador   | [ 2 ] |
| Festival de Cine de Lima | 10 al 18 de agosto de 2023 | Mejor película                                    | Los colonos                     | Nominado  | [ 6 ] |
| Festival de Cine de Lima | 10 al 18 de agosto de 2023 | Mejor guion                                       | Felipe Gálvez y Antonia Girardi | Ganador   | [ 6 ] |
| Festival de Cine de Lima | 10 al 18 de agosto de 2023 | APRECI a la mejor película en Competencia Ficción | Los colonos                     | Ganador   | [ 6 ] |